# Новобакаево (Кушнаренковский район)
Новобакаево (баш. Яңы Баҡай) — деревня в Кушнаренковском районе Республики Башкортостан Российской Федерации. Входит в состав Бакаевского сельсовета.

## География

### Географическое положение
Расстояние до:
- районного центра (Кушнаренково): 31 км,
- центра сельсовета (Бакаево): 7 км,
- ближайшей ж/д станции (Уфа): 89 км.

## Население
| 2002 | 2009 | 2010 |
| ---- | ---- | ---- |
| 96   | ↘89  | ↘65  |

Национальный состав
Согласно переписи 2002 года, преобладающие национальности —  башкиры (71 %), татары (29 %).